# Joseph Merk (Komponist)

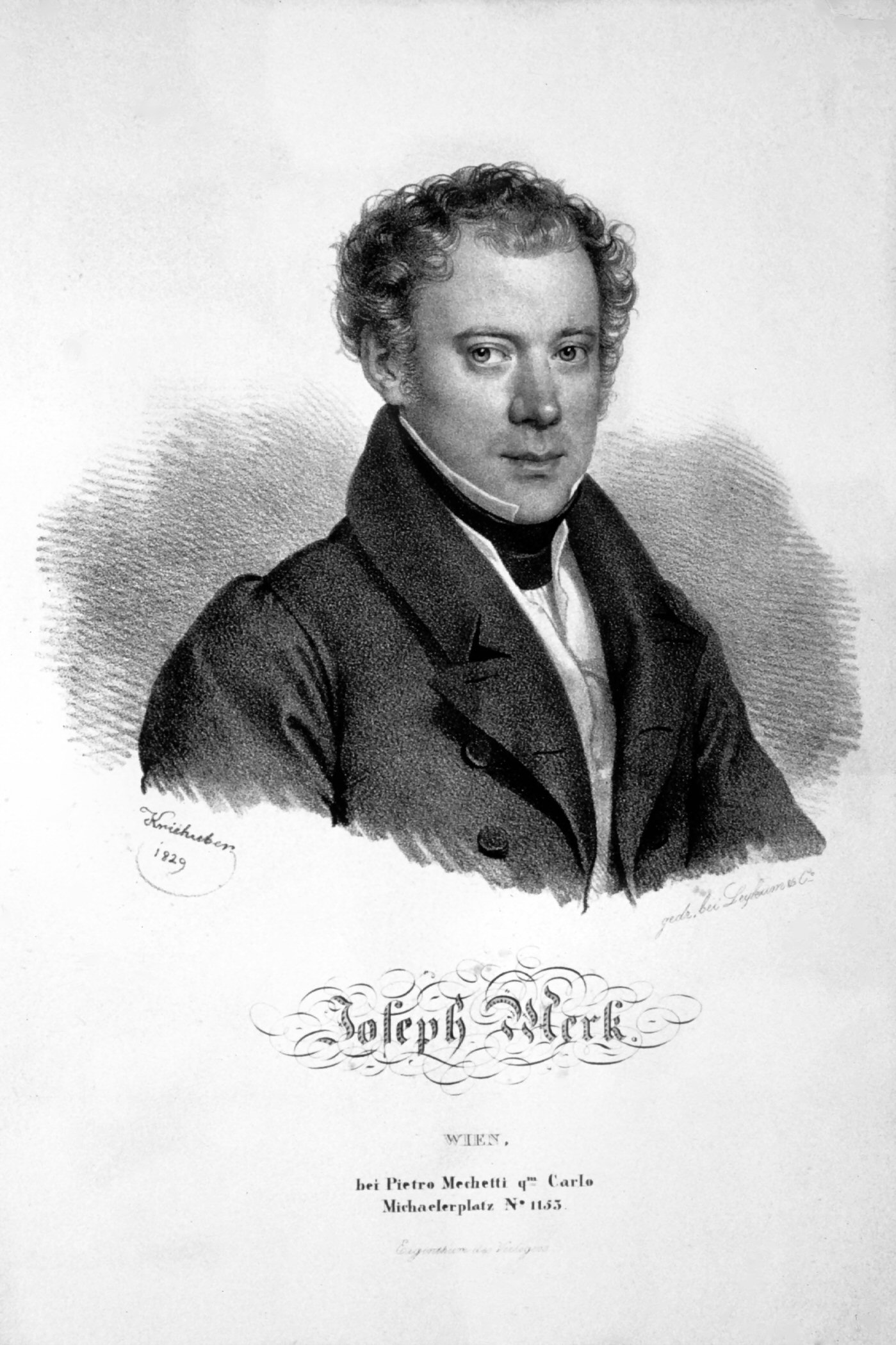
Joseph Merk, Lithographie von Josef Kriehuber, 1829

Joseph Merk, auch Josef Merk (* 15. März 1795 in Wien; † 16. Juni 1852 in Döbling) war ein österreichischer Komponist und Cellist.

## Leben
Als Sohn einer wohlhabenden Familie genoss er schon früh eine gründliche musikalische Ausbildung in Gesang, Gitarre und Violine. Eine besondere Vorliebe entwickelte er zum Violoncello, in dem er von Philipp Schindlöcker unterrichtet wurde. Mit 18 Jahren wurde er bereits im Hof-Opernorchester eingestellt. Bald folgte eine Ernennung zum Mitglied der Hofkapelle und 1834 zum Kammervirtuosen. Schon 1823 wurde er als Professor für Violoncello am Konservatorium der Gesellschaft der Musikfreunde in Wien berufen. Erfolgreiche Konzertreisen führten ihn nach Italien und Deutschland.
Der Schwerpunkt seines Wirkens blieb jedoch Wien, wo sein gediegener Unterricht einige hervorragende Cellisten hervorbrachte (die berühmtesten waren Leopold Böhm und Anton Träg).
Merk war mit Franz Schubert und Frédéric Chopin befreundet. Chopin widmete ihm 1828, während seines Aufenthalts in Wien, die Introduction und Polonaise brillante C-Dur op. 3 für Klavier und Violoncello. Schubert schrieb das Vokalquartett Geist der Liebe D 747 speziell für ein Konzert Merks am 15. April 1822.
Er starb am 16. Juni 1852 in Oberdöbling im Haus Nr. 118 an der „Lungenlähmung“.
Als Komponist schrieb er hauptsächlich Stücke für das Violoncello, die jedoch nicht sehr erfolgreich waren. Seine Bedeutung liegt im Unterricht und der Weiterentwicklung der Aufführungspraxis.